# 哈兹主义
哈兹米主义，也被称为哈兹米运动、哈兹米亚或哈兹米潮流，是伊斯兰国意识形态内的极端主义运动。该运动以在沙特阿拉伯出生的穆斯林学者艾哈迈德·伊本·奥马尔·哈齐米的教义为基础，许多突尼斯伊斯兰国新成员都采纳了该教义。哈兹米斯认为，那些不无条件驅逐（ takfir ）非信徒的人自己也是非信徒，因而應當一同被消滅。反对者认为这会导致无休止的（takfir）循环。该主义在 ISIS 内部的传播引发了该组织内部长期的意识形态冲突，导致其追随者与图尔基·比纳利领导的温和派对立。该主义被描述为“超极端”和“比 ISIS 更极端”。该运动最终被 ISIS 定性为极端主义，开始镇压其追随者。

## 信仰
当代萨拉菲圣战运动以伊本泰米叶和穆罕默德·伊本阿卜杜勒瓦哈卜等神学家的教义为基础。然而，哈兹米坚称当代萨拉菲圣战思想家提出的教义不应盲目遵循，这对伊本泰米叶的共识权威提出了挑战。这种观点将彻底动摇萨拉菲圣战运动的思想基础。哈兹米的教义也深受埃及激进伊斯兰主义理论家赛义德·库特布的教义的影响。 
哈兹米主义的核心是“ takfir al-'adhir ”（“逐出教会，免除原谅者”）的教义。穆罕默德·伊本·阿卜杜勒·瓦哈卜在其论文《伊斯兰教的否定者》中写道，那些不将不信教者逐出教会（ takfir ）的人本身就是不信教者，无论他们是因为他们怀疑自己的不信（ kufr ）还是其他原因。哈齐米主义与主流瓦哈比主义的不同之处在于，它拒绝“以无知为由原谅”的概念，该概念声称，那些由于自己的无知而怀疑不信者的不信的人不是不信者。圣战者认为这一概念是对过度塔克菲尔的一种约束。
为了证明自己的主张，哈兹米派的许多理论家声称，伊本·泰米叶在多神教事务中违背了“al-'udhr bi'l-jahl ”的原则。 哈兹米断然拒绝了al-'udhr bi'l-jahl，因为他认为这些行为属于“更大的多神论”（ al-shirk al-akbar ）和“更大的不信”（ al-kufr al-akbar ），例如在选举中投票和向死者祈祷。哈兹米 (Al-Hazimi) 指出，那些拒绝根据伊斯兰教义对从事此类行为的人宣告塔克菲尔的人本身就是不信教者。 

## 历史

### 哈兹米在突尼斯
2011年12月至2012年5月期间，哈兹米在突尼斯举办了四次演讲。他得到了伊斯兰善良协会和Hay al-Khadra'清真寺委员会的支持。前者成员因资助恐怖主义而被捕，而后者则与突尼斯的安萨尔沙利亚组织（AST）保持着联系。在该委员会的帮助下，哈齐米创立了伊本·阿比·扎伊德·卡伊拉瓦尼伊斯兰教法研究所，以推广他的教义。他的观点也通过AST的Facebook页面得到了广泛传播。

### ISIS 中的哈兹主义
在接下来的几年里，一些采纳哈兹米观点的突尼斯人加入了ISIS。在该组织与努斯拉阵线的冲突期间，突尼斯人始终忠诚于该组织，并被授予高级行政和宗教职位。然而，随着影响力的不断扩大，他们的“takfir al-'adhir ”（驱逐辩解者）信仰引起了ISIS领导层的担忧。该组织研究办公室负责人、巴林学者图尔基·比纳利 (Turki al-Binali)准备了一系列反对该学说的讲座和小册子。他认为，虽然在多神教和不信教现象较为严重的情况下， al-'udhr bi'l-jahl无效，但这并不一定意味着那些找借口的人就是不信教者。他在推文中还将这种信仰描述为“宗教创新”。比纳利斯派（Binalis）——他们后来被这样称呼——还声称哈兹米的观点导致了“塔克菲尔的无限倒退” （ al-takfir bi'l-tasalsul ）。
2014年3月，包括哈塞克省瓦利在内的几名哈兹米高级官员的音频被泄露，他们在音频中对塔利班和奥萨马·本·拉登表示“塔克菲尔” 。另一份泄密文件显示，有人对伊斯兰马格里布基地组织发出了“塔克菲尔”警告。2014年末，50名哈兹米逃往土耳其，另有 70人被ISIS监禁和处决，原因是这些人向ISIS领导层中的一些人表示异见，认为艾曼·扎瓦希里不是异教徒。在他们被捕后，一份支持哈西米的声明浮出水面，称 ISIS 是一个不信教者和贾米特人的国度。此后，多个哈兹米派别相继成立，其中一个位于拉卡的团伙被瓦解，并在达比克被打上哈瓦利吉派的标签。尽管遭到镇压，但仍有数个哈兹米派团体存在，其中一个团体由一个名叫阿布·阿尤布·图尼斯 (Abu Ayyub al-Tunisi) 的人领导，并得到阿勒颇省长的支持。2016年，哈兹米斯在巴卜和贾拉布鲁斯附近与伊斯兰国交战。哈兹米的资深成员阿布·穆阿斯·贾扎伊里 (Abu Muath al-Jazairi) 在对这一事件的描述中称ISIS为“偶像国家”，称阿布·巴克尔·巴格达迪为叙利亚的“塔格特(Taghut)”。
2017年4月，ISIS中央伊斯兰教法部门监督办公室在《Al-Naba》上发表声明，禁止讨论“al-'udhr bi'l-jahl”和“takfir al-'adhir” ，但警告称，在takfir方面犹豫不决是不可原谅的。2017年5月17日，ISIS代表委员会发布了一份备忘录，谴责了“塔克菲尔”行为，但指出“塔克菲尔”源自“宗教基础”，谴责那些犹豫不决的人，并将他们称为穆尔吉特人。 此后不久，比纳利发表了对该备忘录的回应，并声称其目的是为了安抚哈齐米家族。5月31日，比纳利在CJTF-OIR空袭中丧生，随后另外两名支持他的学者也身亡。比纳利斯一家认为这个时机可疑，他们指责代表委员会泄露了他们的位置。据报道，2017年9月，阿布·贝克尔·巴格达迪解雇并拘留了几名哈兹米，改组了代表委员会。
2019年，包括大量哈兹米外国战士针对巴格达迪发动政变，但政變企圖兩天後便告失敗。ISIS声称其首领为阿布·穆阿斯·贾扎伊里，并对他进行了悬赏。

## 延伸阅读
- Bunzel，Cole（2019）。 “伊斯兰国内部的意识形态内斗”。关于恐怖主义的观点。 13 (1): 12–21。 ISSN 2334-3745。
- 哈明，托尔。 “附录：伊斯兰国中著名的哈兹米。” 《哈兹米亚：从内部摧毁伊斯兰国的意识形态冲突》，国际反恐中心，2021 年，第 23-25 页。